# مجموعة ليما
مجموعة ليما (بالإسبانية والبرتغالية: Grupo de Lima) هيئة متعددة الأطراف أُنشئت عقب إعلان ليما في الثامن من أغسطس 2017 في العاصمة البيروفية ليما حيث اجتمع ممثلون من 12 دولة من أجل إيجاد حلٍّ سلمي للأزمة القائمة في فنزويلا.
تطالب المجموعة المتألفة حاليًّا من 14 دولة بإطلاق سراح السجناء السياسيين ووضع حد لانتهاكات حقوق الإنسان وتدعو لانتخابات حُرة وتوفرُ مساعدات إنسانية وتنتقد انهيار النظام الديمقراطي في فنزويلا تحت قيادة الحكومة البوليفارية.

## الخلفية
عقب وفاة الرئيس هوغو تشافيز، عانت فنزويلا من أزمة اقتصادية واجتماعية خانقة تحت حكم الرئيس الجديد نيكولاس مادورو. وتسببت مستويات العنف العالية في البلاد والتضخم والنقص المزمن في السلع الأساسية التي تُعزى إلى سياسات اقتصادية اتخذتها الحكومة أبرزها وضعها لضوابط صارمة على الأسعار في اندلاع التمرد المدني الذي بلغ ذروته في مظاهرات فنزويلا (2014–الحاضر). استمرت الاحتجاجات لسنوات، وتفاوتت المظاهرات في شدتها بحسب شدة الأزمات التي كان يواجهها الفنزويليون في ذلك الوقت وبحسب الإجراءات القمعية التي كانت تتخذها السلطات.
أدى الاستياء العام من الحزب الاشتراكي الموحد الفنزويلي إلى فوز المعارضة في الانتخابات البرلمانية في 2015 وظفرها بالأغلبية في الجمعية الوطنية للمرة الأولى منذ عام 1999. نتيجة لتلك الانتخابات، قامت الجمعية الوطنية المكونة من مسؤولين تابعين للحزب الاشتراكي الموحد في السنة الأخيرة من عهدها بملئ المحكمة العليا الفنزويلية بالحلفاء. زعمت المحكمة العليا في أوائل عام 2016 أنه قد حدثت مخالفات وأعمال مشبوهة في عملية التصويت في انتخابات 2015 البرلمانية وجرَّدت أربعة أعضاء في الجمعية من مقاعدهم مانعةً بذلك المعارضة من الظفر بأغلبية عريضة في الجمعية الوطنية كانت لتُمكِّنها من تحدي الرئيس مادورو. وعلى الرغم من ذلك، أدى 3 من الأعضاء المعنيين اليمين أمام الجمعية الوطنية. فقضت المحكمة العليا ردًّا على ذلك بأن الجمعية قد قامت بازدراء المحكمة وانتهاك النظام الدستوري. ثم شرعت المحكمة في المصادقة على إجراءات متعددة قام بها الرئيس مادورو ومنحته المزيد من الصلاحيات.
سعت المعارضة الفنزويلية بعد سنوات من الأزمة إلى إجراء استفتاء شعبي لعزل الرئيس مادورو وقدَّمت عريضةً للمجلس الانتخابي الوطني في الثاني من مايو 2016. بحلول أغسطس 2016، بدأ الزخم لعزل الرئيس مادورو يعلو وحدَّد المجلس الانتخابي موعدًا للمرحلة الثانية من جمع التوقيعات، إلا أنه في ذات الوقت أثقل الجدول الزمني إلى حد كبير حيث مدَّد العملية إلى عام 2017 ما جعل تنظيمَ انتخاباتٍ رئاسية جديدة أمرًا مستحيلًا على المعارضة. في الحادي والعشرين من أكتوبر 2016، علَّق المجلس الانتخابي الاستفتاء قبل أيام معدودة من عقد اجتماعات التوقيع الأولية المقررة. وعلَّل إلغاءَه الاستفتاءَ بحدوث غشٍّ انتخابي. وانتقد المراقبون الدوليون هذه الخطوة وقالوا أن قرار المجلس الانتخابي جعل مادورو يبدو بمثابة الذي يطمح في الحكم الديكتاتوري.
بعد أيام من إلغاء الاستفتاء احتج 1.2 مليون فنزويلي في أنحاء البلاد ضد القرار مطالبين الرئيسَ مادورو بالتنحي. كانت الاحتجاجات في العاصمة كاراكاس  هادئة نسبيًّا بينما شهدت الاحتجاجات في ولايات اتحادية أخرى اشتباكات بين المتظاهرين والسلطات أسفرت عن مقتل شرطي واحد وسقوط 120 جريح بين المتظاهرين واعتقال 147. في ذلك اليوم، منحت المعارضة الرئيس مادورو مهلة حتى الثالث من نوفمبر 2016 لإجراء الانتخابات، حيث صرح زعيم المعارضة حاكم ولاية ميرندا إنريكه كابريليس «اليوم نعطي الحكومة موعدًا نهائيًا. وأقول للجبان في ميرافلوريس أنه في الثالث من نوفمبر سيأتي الشعب الفنزويلي إلى كاراكاس لأننا قادمون إلى ميرافلوريس.»
وبعد ذلك بأيام وتحديدًا في فاتح نوفمبر 2016، أعلن رئيس الجمعية الوطنية وزعيم المعارضة هنري راموس ألوب إلغاءَ المسيرة إلى قصر ميرافلوريس الرئاسي المقررة في الثالث من نوفمبر وبدءَ المفاوضات بين المعارضة والحكومة تحت إشراف الفاتيكان. وتوقف الحوار بين الطرفين بحلول 7 ديسمبر 2016. وبعد شهرين من توقف المحادثات وتحديدًا في 13 يناير 2017، أعلن الفاتيكان انسحباه رسميًا من الحوار. وكانت الاحتجاجات التي عقبت ذلك أصغر بكثير من الاحتجاجات السابقة وذلك بسبب مخاوف من القمع، حيث نظمت المعارضة احتجاجات مباغتة بدلاً من المسيرات الجماهيرية المنظمة.
وشملت الإجراءات الأخرى التي اتخذها الرئيس مادورو ومسؤولوه البوليفاريون اجتماعًا أُقيم في 7 فبراير 2017 أُعلن خلالَه عن إنشاء «بعثة العدالة الاشتراكية الكبرى» والتي كان الهدف منها تأسيس «تحالف قوي بين السلطات الثلاث، السلطة القضائية وسلطة المواطن والسلطة التنفيذية،» حيث قال مادورو «كنا محظوظين بمشاهدتنا للسلطة القضائية وهي تنمو وتزدهر حاملةً تعاليم دستور 1999 السامية» وقال أن الجمعية الوطنية التي تقودها المعارضة «قد استولت على السلطة لا لصالح الأغلبية ولا لصالح الشعب وإنما لأنفسهم.»

## التاريخ

### إعلان ليما
بيَّن إعلان ليما خطوط مجموعة ليما العريضة وأهدافها في محاولتها لحل الأزمة في فنزويلا.
| مقدمة يُبيِّن الدول الأعضاء ويحدد طموحات المجموعة الديمقراطية وغير التدخلية لإيجاد حل سلمي للأزمة في فنزويلا. | إعلان ليما الإعلان المشترك 007 - 17 اجتمع وزراء خارجية وممثلو كلٍّ من الأرجنتين والبرازيل وكندا وتشيلي وكولومبيا وكوستاريكا وغواتيمالا وهندوراس والمكسيك وبنما وباراغواي وبيرو في مدينة ليما في الثامن من أغسطس 2017 لتحليل ومعالجة الوضع الحرج في فنزويلا واستكشاف سبل المساهمة في إعادة إحياء الديمقراطية في البلد من خلال حل سلمي مبني على الحوار والتفاوض. متفائلين بروح التضامن التي تتميز بها المنطقة ومقتنعين اقتناعًا تامًّا بأن التفاوض، مع الاحترام الكامل لقواعد القانون الدولي ومبدئ عدم التدخل، لا ينتهك حقوق الإنسان والديمقراطية، وهي الأداة الوحيدة التي تضمن حلاً طويل الأمد للخلافات؛ |
| الإعلانات يسلط الضوء على مواقف وأهداف مجموعة ليما إزاء الأزمة في فنزويلا البوليفارية.                      | يعلنون: 1. إدانتهم حل النظام الديمقراطي في فنزويلا. 2. قرارهم برفض الاعتراف بالسلطة التأسيسية الوطنية وقراراتها كونها غير شرعية. 3. دعمهم وتضامنهم الكاملين مع الجمعية الوطنية المنتخبة انتخابًا ديمقراطيًّا. 4. عدم اعترافهم بأي إجراء قانوني يستلزم وفقًا للدستور ترخيصًا من الجمعية الوطنية ما لم تقر به الجمعية. 5. رفضهم الجازم للعنف ولأي خيار يشوبه استخدام القوة. 6. دعمهم وتضامنهم مع المدعي العام وأعضاء الوزارة العامة ومطالبتهم بتطبيق التدابير الاحترازية التي أصدرتها لجنة الدول الأمريكية لحقوق الإنسان. 7. إدانتهم الانتهاكات المنهجية لحقوق الإنسان وحريَّاته الأساسية، والعنف، والقمع والاضطهاد السياسي، ووجود سجناء سياسيين وعدم إجراء انتخابات حرة على مرأى مراقبة دولية مستقلة. 8. أن فنزويلا لا تلتزم بشروط والتزامات أعضاء مجلس حقوق الإنسان التابع للأمم المتحدة. 9. قلقهم الكبير حول الكارثة الإنسانية التي تواجهها البلاد وإداناتهم منع الحكومة وصول المساعدات من الطعام والدواء للشعب الفنزويلي. 10. قرارهم بمواصلة تطبيق الميثاق الديمقراطي للدول الأمريكية على فنزويلا. 11. دعمهم لقرار ميركوسور القاضي بتعليق عضوية فنزويلا وفقًا لبروتوكول أوشوايا بشأن الالتزام الديمقراطي. 12. قرارهم بعدم دعم أي ترشُّح لفنزويلا في منظمات وآليات إقليمية ودولية. 13. مناشدتهم بوقف نقل الأسلحة إلى فنزويلا في ضوء المادتين السادسة والسابعة من معاهدة تجارة الأسلحة. 14. أنهم، آخذين في عين الاعتبار الظروف الحالية، سيطلبون من رئيسي مجموعة دول أمريكا اللاتينية والكاريبي والاتحاد الأوروبي تأجيل القمة التي من المقرر أن تجمعها في أكتوبر 2017. 15. التزامهم بمراقبة الوضع في فنزويلا، على مستوى وزراء الخارجية، حتى يعود الحكم الديمقراطي إلى البلاد، والتزامهم بالاجتماع في الدورة القادمة للجمعية العامة للأمم المتحدة، واعتبارها فرصة لإضافة دول أخرى. 16. استعدادهم لتقديم الدعم الفوري، تحت إطار احترام سيادة فنزويلا، لأي جهد لعقد مفاوضات موثوقة وذات مصداقية وحسن نية يُجمع عليها الطرفان وتهدف إلى إعادة الحكم الديمقراطي إلى البلاد سلميًّا. |

### الانتخابات الرئاسية الفنزويلية لعام 2018
أدانت مجموعة ليما علانيةً الانتخابات الرئاسية التي أقامتها الحكومة البوليفارية، واصفةً إياها بأنها لم تكن مراقَبة ولا عادلة ولا ديمقراطية. وأيامًا قليلة قبيل تاريخ الانتخابات المقرر، طالبت مجموعة ليما (إلى جانب الولايات المتحدة والاتحاد الأوروبي) بإلغاء الانتخابات وتأهبت للرد في حال أقيمت الانتخابات. وردًّا على عقد الحكومة البوليفارية الانتخابات معززة موقف الرئيس مادورو، استدعت الدول الأعضاء الأربع عشر في مجموعة ليما سفراءها من فنزويلا.

### الأزمة الرئاسية الفنزويلية في عام 2019
إبان الأزمة الرئاسية، أدان ممثل بيرو في مجلس الأمن التابع للأمم المتحدة ما سمَّاه «نظامًا اشتراكيًّا غير شرعي» وقال «وصلنا 700،000 لاجئ ومهاجر فنزويلي جراء الأزمة التي تقع مسؤوليتها على عاتق مادورو.» خلال محاولة الانقلاب بفنزويلا عام 2019، دعمت الدول الأعضاء الأرجنتين والبرازيل وكندا وتشيلي وكولومبيا وكوستاريكا وغواتيمالا وهندراس وبنما وباراغواي وبيرو الإجراءات التي اتخذها غوايدو وأدانت أفعال «نظام نيكولاس مادورو الديكتاتوري وغير الشرعي».
وفي اجتماع عُقد في كندا بتاريخ 4 فبراير 2019 تم الاتفاق على إشراك حكومة غوايدو المؤقتة كعضو في مجموعة ليما. وكان غوايدو قد عيَّن في وقت سابق خوليو بورغيس سفيرًا لمجموعة ليما. وفي يوم تنصيب مادورو للمرة الثانية رئيسًا لفنزويلا (10 يناير)، أصدرت وزيرة الشؤون الخارجية الكندية والقيادية في مجموعة ليما كريستيا فريلاند بيانًا يلخص موقف الحكومة الكندية إزاء فنزويلا: «اليوم يفقد نظام نيكولاس مادورو كل ما تبقى عليه من ملامح الشرعية. بعد أن استولى على السلطة من خلال انتخابات غير ديمقراطية عُقدت بتاريخ 20 مايو 2018، لم يعد هنالك شك أن نظام مادورو بات نظامًا ديكتاتوريًّا. وإذا ما استمر في تمسكه غير الشرعي بالسلطة، فإن معاناة الفنزوليين ستزداد سوءًا. إن كندا ومن معها من الدول الأعضاء في مجموعة ليما ترفض شرعية الفترة الرئاسية الجديدة لنيكولاس مادورو. نطالب مادورو بالتنازل عن السلطة للجمعية الوطنية المنتخبة ديمقراطيًّا إلى حين عقد انتخابات جديدة، والتي يجب أن يشارك فيها جميع الفاعلين السياسيين وأن يسبقها إطلاق سراح جميع السجناء السياسيين في فنزويلا.»

## العضوية

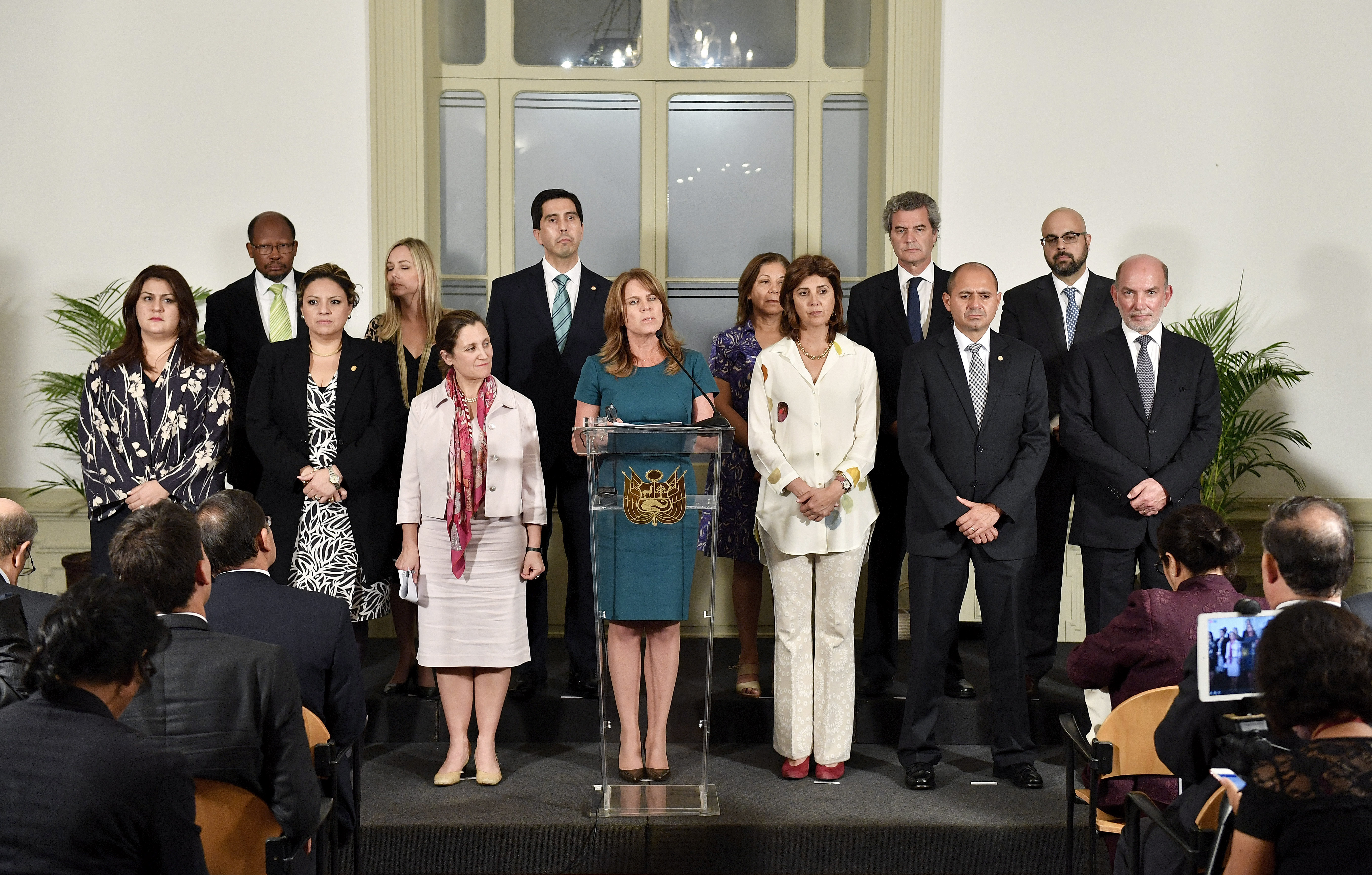
لقاء بين وزراء خارجية الدول الأعضاء في مجموعة ليما عُقد بتاريخ 13 فبراير 2018 في ليما في بيرو.

وقعت في البداية على الإعلان اثنا عشر دولة هي الأرجنتين والبرازيل وكندا وتشيلي وكولومبيا وكوستاريكا وغواتيمالا وهندوراس والمكسيك وبنما وباراغواي وبيرو. وانضمت إليها لاحقًا كل من غيانا وسانت لوسيا وبوليفيا وهايتي.

### المراقبون والدعم
تدعم المنظمةَ دول باربادوس والولايات المتحدة والإكوادور وغرينادا وجامايكا والأوروغواي التي حضرت الاجتماع الافتتاحي كما تدعمها منظمات مثل منظمة الدول الأمريكية والاتحاد الأوروبي. وقد عبرت المعارضة الفنزويلية أيضًا عن دعمها للمنظمة.
أيدت مجموعة ليما العقوبات التي فرضتها بنما ضد مسؤولين فنزويليين رفيعي المستوى اتهمتهم بنما بغسل الأموال ودعم الإرهاب وتمويل أسلحة الدمار الشامل، كما دافعت المنظمة عن بنما عن رد الحكومة البوليفارية بالمثل.